# Rugwero
Der Rugwero-See (Rweru-See) ist ein See auf der Grenze von Ruanda und Burundi nahe dem Dreiländereck mit Tansania.

## Geographie
Der Rugwero-See liegt am südlichen Ende der Mugesera-Rugwero-Sümpfe im Südosten Ruandas. Von der Fläche des Sees liegen etwa 20 km² in Ruanda und 80 km² in Burundi. Der See erstreckt sich über eine Länge von etwa 18 Kilometern in Nord-Süd-Richtung und etwa 14,5 Kilometern in Ost-West-Richtung. An seinem südlichen Ende mündet der Muhembuzi und am östlichen Ende der Nyamabuno in den See. Über den Nyamabuno ist der Rugwero-See auch mit dem Kanzigirisee verbunden.
Am nördlichen Ende geht der See in das Mugesera-Rugwero-Sumpfgebiet über und ist über dieses auf mehreren Kilometern mit dem Nyabarongo verbunden. Zudem existiert auch noch eine direkte Verbindung mit dem Fluss. Nach dieser Einmündung fließt der Nyabarongo als Kagera-Nil weiter nach Osten in Richtung der Rusumo Falls.